# 羅漢松
罗汉松（學名：Podocarpus macrophyllus）是罗汉松科罗汉松属植物的一種，又名羅漢杉、長青羅漢杉、土杉、金錢松、仙柏、羅漢柏、江南柏。

## 形态
常綠喬木，可高達18公尺，通常會修剪以保持低矮，葉為線狀披針形，長7至10厘米，寬7至10毫米，全緣，有明顯中肋，螺旋互生。初夏开花，亦分雌雄，雄花圆柱形，3-5个簇生在叶腋，雌花单生在叶腋；種托大於種子，種托成熟呈紅紫色，加上綠色的種子，好似光頭的和尚穿著紅色僧袍，故名羅漢松。毬果上鱗片在種子成熟時發育為紅紫色假種皮形似漿果，以吸引鳥進食散播種子。

## 习性
罗汉松属于中性偏阴性树种，能接受较强光照，也能在较荫的环境下生长。不同於其他松柏門的植物，羅漢松喜歡溫暖濕潤的氣候、稍耐寒，低於零度易凍傷。樹枝柔韌，抗風性強，亦因為這特性，羅漢松經常被人塑造成不同形態的盆景及用作防風樹。主要病蟲害為粉蝨及橙帶藍尺蛾。

## 分布
羅漢松原產於東亞地區，現在世界各地熱帶及溫帶地區都有栽種，尤其是在台灣及日本。由於盆植羅漢松可作為盆景及庭園樹觀賞，其木材供建築、藥用和雕刻，所以其價值甚高。

## 變種
羅漢松常見變種有小葉羅漢松（P. m. var. maki Endl.），葉較小，長4至7厘米，寬3至7毫米。原產於日本。中國長江以南普遍栽培觀賞。短小葉羅漢松（'Condensatus'）葉短小，長在3.5cm以下，密生。狹葉羅漢松（var.angustifolius Bl.）葉較狹窄，長5至10厘米，寬3至6毫米，葉先端漸尖，產於四川、貴州、江西等省；日本也有分佈。柱冠羅漢松（var.chingii NEGray）樹冠為柱狀，葉較狹小，產於浙江。

## 文化意义
羅漢松常在佛教寺庙中种植，其种子在佛教中象征修行僧。

## 延伸阅读
[在维基数据编辑]
 《植物名實圖考·羅漢松》，出自吳其濬《植物名實圖考》

## 外部連結
- 羅漢松, Luohansong （页面存档备份，存于） 藥用植物圖像數據庫 (香港浸會大學中醫藥學院) （繁體中文）（英文）
- 羅漢松葉 Luo Han Song Ye （页面存档备份，存于） 中藥標本數據庫 (香港浸會大學中醫藥學院) （繁體中文）（英文）